# 1. Klasse Pommern 1939/40
De 1. Klasse Pommern 1939/40 was het zevende voetbalkampioenschap van de Bezirksklasse Pommern, het tweede niveau onder de Gauliga Pommern. De competitie kreeg dit jaar een nieuwe naam. Door het uitbreken van de Tweede Wereldoorlog werd de competitie tijdens het seizoen gewijzigd en begon deze later. De competitie werd nu in acht districten onderverdeeld, die soms nog verdere onderverdelingen hadden. 

## 1. Klasse

### Ernst-Moritz-Arndt-Bezirk

#### Groep Rügen
| Plaats | Club                   | Wed.           | W              | G              | V              | Saldo          | Ptn.           |
| ------ | ---------------------- | -------------- | -------------- | -------------- | -------------- | -------------- | -------------- |
| 1.     | TSG Reichsbahn Saßnitz | 8              | 6              | 0              | 2              | 35:10          | 12:04          |
| 2.     | Garzer TSV 1863        | 8              | 4              | 2              | 2              | 09:13          | 10:06          |
| 3.     | TSV 1862 Stargard      | 8              | 0              | 2              | 6              | 07:28          | 02:14          |
| 4.     | TSG 1862 Bergen        | Teruggetrokken | Teruggetrokken | Teruggetrokken | Teruggetrokken | Teruggetrokken | Teruggetrokken |

TSG 1862 Bergen trok zich in oktober 1939 terug. 
|  | Geplaatst voor finale |
|  | Degradatie            |

#### Groep Stralsund
| Plaats | Club                             | Wed.           | W              | G              | V              | Saldo          | Ptn.           |
| ------ | -------------------------------- | -------------- | -------------- | -------------- | -------------- | -------------- | -------------- |
| 1.     | LSV Pütnitz                      | 10             | 8              | 2              | 0              | 46:09          | 18:02          |
| 2.     | LSV Parow                        | 11             | 6              | 4              | 1              | 29:13          | 16:06          |
| 3.     | SV Viktoria Demmin               | 10             | 4              | 2              | 4              | 19:25          | 10:10          |
| 4.     | TSV 1860 Stralsund               | 11             | 3              | 3              | 5              | 14:22          | 09:13          |
| 5.     | Stralsunder Post-SG 1907         | 11             | 4              | 0              | 7              | 26:36          | 08:14          |
| 6.     | LSV Pütnitz II                   | 11             | 3              | 1              | 7              | 12:25          | 07:15          |
| 7.     | LSV Parow II                     | 6              | 1              | 0              | 5              | 08:24          | 02:10          |
| 8.     | Reichsbahn SG Germania Stralsund | Uitgesloten    | Uitgesloten    | Uitgesloten    | Uitgesloten    | Uitgesloten    | Uitgesloten    |
| 9.     | TSG Zingst                       | Uitgesloten    | Uitgesloten    | Uitgesloten    | Uitgesloten    | Uitgesloten    | Uitgesloten    |
| 10.    | TSG Grimmen 1860                 | Teruggetrokken | Teruggetrokken | Teruggetrokken | Teruggetrokken | Teruggetrokken | Teruggetrokken |

- Reichsbahn SG Germania werd in maart 1940 uit de tabellen geschrapt omdat ze drie keer niet kwamen opdagen.
- TSG Zingst werd in december 1939 uit de tabellen geschrapt omdat ze twee keer niet kwamen opdagen.
- TSG Grimmen 1860 trok zijn team in december 1939 terug, alle wedstrijden werden geschrapt.

|  | Geplaatst voor finale |
|  | Degradatie            |

#### Finale
|              |             |        |                        |         |
| 14 juli 1940 | LSV Pütnitz | 14 - 1 | TSG Reichsbahn Saßnitz | Pütnitz |
| 14 juli 1940 |             |        |                        | Pütnitz |

|                  |                        |       |             |         |
| 25 augustus 1940 | TSG Reichsbahn Saßnitz | 0 - 7 | LSV Pütnitz | Saßnitz |
| 25 augustus 1940 |                        |       |             | Saßnitz |

### Mitte
| Plaats | Club                     | Wed.           | W              | G              | V              | Saldo          | Ptn.           |
| ------ | ------------------------ | -------------- | -------------- | -------------- | -------------- | -------------- | -------------- |
| 1.     | Greifswalder SC          | 9              | 7              | 2              | 0              | 31:06          | 16:02          |
| 2.     | LSV Richthofen Anklam    | 9              | 6              | 3              | 0              | 31:10          | 15:03          |
| 3.     | VfL-Reichspost Anklam    | 8              | 6              | 1              | 1              | 39:08          | 13:03          |
| 4.     | WKG der BSG Arado Anklam | 10             | 3              | 1              | 6              | 15:34          | 07:13          |
| 5.     | Greifswalder TB 1860     | 7              | 1              | 0              | 6              | 08:30          | 02:12          |
| 6.     | SC Wolgast               | 8              | 1              | 0              | 7              | 07:40          | 02:14          |
| 7.     | VfB Torgelow             | 5              | 0              | 1              | 4              | 06:09          | 01:09          |
| 8.     | TV Torgelow              | Teruggetrokken | Teruggetrokken | Teruggetrokken | Teruggetrokken | Teruggetrokken | Teruggetrokken |

- TV Torgelow trok zijn team in februari 1940 terug, alle wedstrijden werden geschrapt.

|  | Geplaatst voor promotie-eindronde |
|  | Degradatie                        |

### Oderland

#### Groep A
| Plaats | Club                        | Wed.           | W              | G              | V              | Saldo          | Ptn.           |
| ------ | --------------------------- | -------------- | -------------- | -------------- | -------------- | -------------- | -------------- |
| 1.     | SV Preußen-Borussia Stettin | 10             | 8              | 1              | 1              | 42:15          | 17:03          |
| 2.     | SC Viktoria Stargard        | 10             | 7              | 0              | 3              | 37:25          | 14:06          |
| 3.     | TSV Stettin 1894            | 9              | 5              | 1              | 3              | 31:22          | 11:07          |
| 4.     | VfB-Reichspost Stettin 08   | 10             | 3              | 0              | 7              | 21:31          | 06:14          |
| 5.     | Züllchower SC 1926          | 10             | 3              | 0              | 7              | 17:38          | 06:14          |
| 6.     | Reichsbahn SG Stettin       | 9              | 2              | 0              | 7              | 08:22          | 04:14          |
| 7.     | TV Jahn Odermünde           | Teruggetrokken | Teruggetrokken | Teruggetrokken | Teruggetrokken | Teruggetrokken | Teruggetrokken |

- TV Jahn Odermünde trok zijn team in april 1940 terug, de uitslagen werden geschrapt.

|  | Geplaatst voor promotie-eindronde |
|  | Degradatie/terugtrekking          |

#### Groep B
| Plaats | Club                            | Wed.           | W              | G              | V              | Saldo          | Ptn.           |
| ------ | ------------------------------- | -------------- | -------------- | -------------- | -------------- | -------------- | -------------- |
| 1.     | LSV Stettin                     | 5              | 5              | 0              | 0              | 31:02          | 10             |
| 2.     | SC Hansa 1922 Stettin           | 7              | 5              | 0              | 2              | 21:15          | 10:04          |
| 3.     | WKG der BSG Hydrierwerke Pölitz | 4              | 1              | 0              | 3              | 06:15          | 02:06          |
| 4.     | SC Blücher Stettin              | 5              | 1              | 0              | 4              | 07:20          | 02:08          |
| 5.     | SV Walhalle 98 Stettin          | 3              | 0              | 0              | 3              | 07:20          | 00:06          |
| 6.     | SC 1925 Finkenwalde             | Teruggetrokken | Teruggetrokken | Teruggetrokken | Teruggetrokken | Teruggetrokken | Teruggetrokken |
| 7.     | SC Greif Greifenhagen           | Teruggetrokken | Teruggetrokken | Teruggetrokken | Teruggetrokken | Teruggetrokken | Teruggetrokken |
| 8.     | SC Comet Stettin                | Teruggetrokken | Teruggetrokken | Teruggetrokken | Teruggetrokken | Teruggetrokken | Teruggetrokken |
| 9.     | TSV 1862 Pölitz                 | Teruggetrokken | Teruggetrokken | Teruggetrokken | Teruggetrokken | Teruggetrokken | Teruggetrokken |
| 10.    | Buchholzer SC                   | Teruggetrokken | Teruggetrokken | Teruggetrokken | Teruggetrokken | Teruggetrokken | Teruggetrokken |

|  | Geplaatst voor promotie-eindronde |
|  | Degradatie/terugtrekking          |

#### Groep C
| Plaats | Club                                 | Wed.           | W              | G              | V              | Saldo          | Ptn.           |
| ------ | ------------------------------------ | -------------- | -------------- | -------------- | -------------- | -------------- | -------------- |
| 1.     | VfB Güstow                           | 9              | 6              | 2              | 1              | 22:25          | 14:04          |
| 2.     | WKG der BSG Gauger & Schünke Stettin | 7              | 6              | 1              | 0              | 45:10          | 13:01          |
| 3.     | WKG der BSG Schraubenwerke Stettin   | 7              | 3              | 1              | 3              | 17:14          | 07:07          |
| 4.     | SK Stettiner Rasenfreunde            | 7              | 2              | 0              | 5              | 10:22          | 04:10          |
| 5.     | RSV Silesia Stettin                  | 8              | 2              | 0              | 6              | 12:19          | 04:12          |
| 6.     | SC Vorwärts Löcknitz                 | 6              | 1              | 0              | 5              | 05:21          | 02:10          |
| 7.     | TSG Germania Frauendorf              | Teruggetrokken | Teruggetrokken | Teruggetrokken | Teruggetrokken | Teruggetrokken | Teruggetrokken |
| 8.     | SV Pommerania Sydowsaue              | Teruggetrokken | Teruggetrokken | Teruggetrokken | Teruggetrokken | Teruggetrokken | Teruggetrokken |
| 9.     | BSG Nationalversicherung Stettin     | Teruggetrokken | Teruggetrokken | Teruggetrokken | Teruggetrokken | Teruggetrokken | Teruggetrokken |
| 10.    | WKG der BSG Gollnow & Sohn Stettin   | Teruggetrokken | Teruggetrokken | Teruggetrokken | Teruggetrokken | Teruggetrokken | Teruggetrokken |

|  | Geplaatst voor promotie-eindronde |
|  | Degradatie/terugtrekking          |

### Ihnabezirk
In dit district werd er dit jaar niet gespeeld. 

### Regabezirk
Uit het Regabezirk zijn op dit moment enkel de deelnemers van de groep Noord: LSV Dievenow, SC Wacker Cammin en VfL Treptow/Rega en de deelnemers van de groep Zuid bekend: SC Blücher Gollnow, SC Plathe 1920, TSV Naugard en TSV Daber. 

### Persantebezirk
Uit het Persantebezirk is enkel bekend dat Kösliner SV Phönix, SV Viktoria Kolberg, en SV Preußen Köslin zich voor de eindronde plaatsten en verder ook nog VfB 1911 Belgard, Post-SV Köslin, SV 1910 Kolberg, SV Titania Rogzow (teruggetrokken in april 1940) en HSV Hubertus Kolberg (teruggetrokken in december 1939).

### Ostpommern
In dit district werd er dit jaar niet gespeeld. 

### Grenzmark

#### Groep Noord
| Plaats | Club                   | Wed.           | W              | G              | V              | Saldo          | Ptn.           |
| ------ | ---------------------- | -------------- | -------------- | -------------- | -------------- | -------------- | -------------- |
| 1.     | Dramburger SV 1913     | 4              | 2              | 2              | 0              | 17:08          | 06:02          |
| 2.     | SC Germania Neustettin | 4              | 2              | 1              | 1              | 17:13          | 05:03          |
| 3.     | Post-SV Neustettin     | 4              | 0              | 1              | 3              | 10:23          | 01:07          |
| 4.     | TSV Falkenburg 1885    | Teruggetrokken | Teruggetrokken | Teruggetrokken | Teruggetrokken | Teruggetrokken | Teruggetrokken |
| 5.     | TV Tempelburg          | Teruggetrokken | Teruggetrokken | Teruggetrokken | Teruggetrokken | Teruggetrokken | Teruggetrokken |
| 6.     | TSG Kallies            | Teruggetrokken | Teruggetrokken | Teruggetrokken | Teruggetrokken | Teruggetrokken | Teruggetrokken |

|  | Geplaatst voor promotie-eindronde |
|  | Degradatie/terugtrekking          |

#### Groep Zuid
| Plaats | Club                       | Wed. | W | G | V | Saldo | Ptn.  |
| ------ | -------------------------- | ---- | - | - | - | ----- | ----- |
| 1.     | SC Erika Schneidemühl      | 6    | 3 | 1 | 2 | 24:10 | 07:05 |
| 2.     | SV Hertha Schneidemühl     | 6    | 3 | 0 | 3 | 13:20 | 06:06 |
| 3.     | Reichsbahn SG Schneidemühl | 6    | 3 | 0 | 3 | 10:17 | 06:06 |
| 4.     | FC Viktoria Schneidemühl   | 6    | 2 | 1 | 3 | 19:19 | 05:07 |

|  | Geplaatst voor promotie-eindronde |

#### Finale
|              |                       |       |                    |            |
| 21 juli 1940 | SC Erika Schneidemühl | 6 - 1 | Dramburger SV 1913 | Neustettin |
| 21 juli 1940 |                       |       |                    | Neustettin |

## Promotie-Degradatie eindronde
Groep Oost
Alle drie de deelnemers promoveerden.
- SV Viktoria Kolberg
- Kösliner SV Phönix
- SV Preußen Köslin

Groep West
| Plaats | Club                                 | Wed. | W | G | V | Saldo | Ptn.  |
| ------ | ------------------------------------ | ---- | - | - | - | ----- | ----- |
| 1.     | SV Preußen-Borussia Stettin          | 6    | 4 | 1 | 1 | 22:11 | 09:03 |
| 2.     | LSV Stettin                          | 6    | 4 | 0 | 2 | 35:19 | 08:04 |
| 3.     | LSV Pütnitz                          | 6    | 3 | 1 | 2 | 18:15 | 07:05 |
| 4.     | WKG der BSG Gauger & Schünke Stettin | 6    | 0 | 0 | 6 | 08:38 | 00:12 |

|  | Promotie naar Gauliga Pommern 1940/41 |